# عشق و پول
عشق و پول (به انگلیسی: Love and Money) یک فیلم درام آمریکایی محصول سال ۱۹۸۲ به نویسندگی و کارگردانی جیمز توباک با بازی ری شارکی است.

## داستان
بایرون لوین در یک بانک کالیفرنیا کار می‌کند. او شیفته کاترین استکهاینز، همسر رئیس میلیاردر خود می‌شود.
فردریک استکهاینز یک پیشنهاد میلیونی دارد. او از بایرون می‌خواهد که به جمهوری کاستا سالوا برود تا یک پیشنهاد تجاری به دیکتاتور آنجا، لورنزو پرادو، که اتفاقاً هم اتاقی قدیمی دانشکده بایرون است، پیشنهاد دهد. وقتی کاترین و بایرون رابطه را آغاز می‌کنند، مسائل بیشتر پیچیده می‌شوند.

## بازیگران
- ری شارکی در نقش بایرون لوین
- اورنلا موتی در نقش کاترین استکهینز
- کلاوس کینسکی در نقش فردریک استکهاینز
- آرماند آسانته در نقش لورنزو پرادو
- کینگ ویدور در نقش والتر کلاین
- ویلیام پرنس در نقش پائولتز
- تونی سیریکو در نقش رائول
- جکلین بروکس در نقش خانم پائولتز
- رودولفو هویوس، جونیور در نقش جنرال سانزر
- تام مک فادن در نقش بلر
- آنتونی پلنا به عنوان ژنرال گارد ملی[۳][۴]